# Ануфриев, Николай Иванович (Герой Социалистического Труда)
Николай Иванович Ануфриев — советский хозяйственный, государственный и политический деятель, Герой Социалистического Труда.

## Биография
Родился в 1934 году в Псковской области. Член КПСС с 1957 года.
С 1950 года — на хозяйственной, общественной и политической работе. В 1950—1994 гг. — тракторист-механизатор совхоза «Терпилицы» Волосовского района Ленинградской области. 
Указом Президиума Верховного Совета СССР от 15 декабря 1972 года за большие успехи, достигнутые в увеличении производства и продажи государству зерна, других продуктов земледелия, и проявленную трудовую доблесть на уборке урожая присвоено звание Героя Социалистического Труда с вручением ордена Ленина и золотой медали «Серп и Молот».
Делегат XXV съезда КПСС.
Умер в Волосовском районе Ленинградской области в 2009 году.